# Vedic
Die Vedic war ein 1918 in Dienst gestelltes Passagierschiff der britischen Reederei White Star Line. Sie befuhr zunächst die Nordatlantikroute und diente nach 1925 im Auswandererverkehr nach Australien. Sie war das erste White Star-Schiff mit Turbinenantrieb. Nach der Zusammenlegung der White Star Line mit der Cunard Line wurde die Vedic 1934 in Schottland abgewrackt.

## Das Schiff

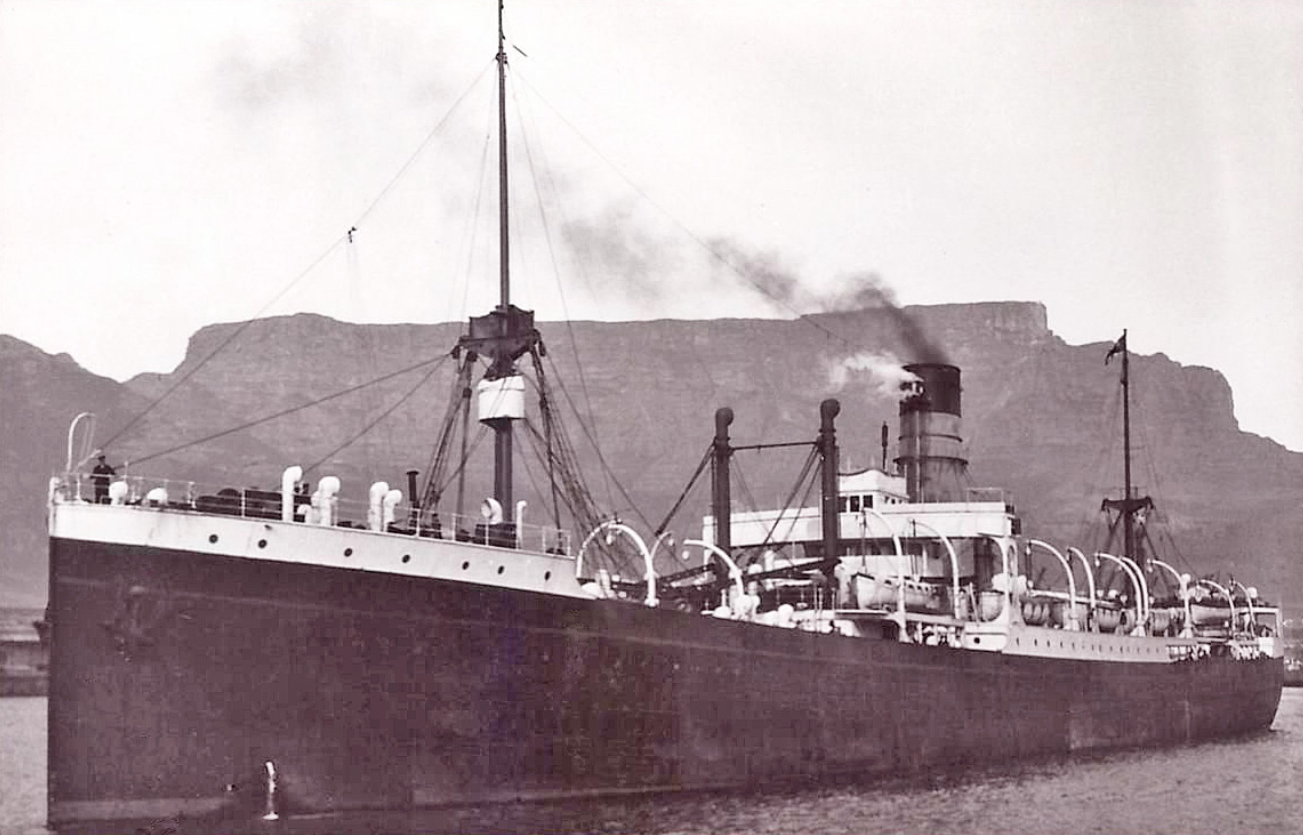
Die Vedic in den 1920er Jahren.

Das 9.332 BRT große Dampfturbinenschiff Vedic wurde von Harland & Wolff in Govan bei Glasgow gebaut und lief am 18. Dezember 1917 vom Stapel. Das 140 Meter lange und 17,77 Meter breite Schiff war das erste Schiff des amerikanischen Schifffahrtskonzerns International Mercantile Marine Company, das nicht speziell für eine seiner eingegliederten Reedereien gebaut wurde. Die Vedic hatte einen Schornstein, zwei Masten und zwei Propeller und konnte maximal 14 Knoten fahren.
Die Vedic wurde im Juli 1918 letztlich für die White Star Line fertiggestellt. Da sie als reines Auswandererschiff geplant war, hatte sie nur Unterkünfte der Dritten Klasse und konnte insgesamt 1250 Reisende befördern. Sie war das erste Schiff der White Star-Flotte, das lediglich von Dampfturbinen angetrieben wurde. Aufgrund des Kriegs wurde sie direkt als Truppentransporter fertiggestellt. Am 11. Juli 1918 lief sie in Belfast zu ihrer Jungfernfahrt über Liverpool nach Boston aus, wo sie für ihre Truppenfahrten vorbereitet wurde.
Bis April 1919 unterstand das Schiff dem Liner Requisition Theme der britischen Regierung. Im September 1919 wurde die Vedic für die Repatriierung britischer Truppen aus Russland genutzt. 1920 wurde sie in Middlesbrough überholt und nahm im August desselben Jahres ihren Passagierservice von Liverpool nach Quebec und Montreal auf. Zwischen dem 22. Dezember 1921 und dem 6. April 1922 bediente die Vedic die Route Liverpool–Halifax–Portland und zwischen dem 6. April 1922 und dem 11. Oktober 1922 machte sie zusammen mit der Poland der Red Star Line vier Überfahrten von Bremen über Southampton nach Quebec und Montreal.

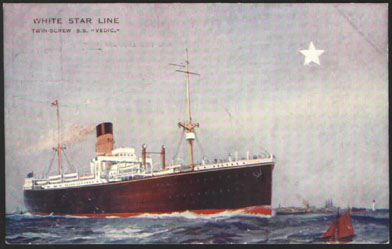
Die Vedic als Postkartenmotiv, frühe 1930er Jahre.

Nach einer Überholung im Jahr 1925 wurde die Vedic in Zusammenarbeit mit der Blue Funnel Line im Auswandererverkehr von Großbritannien nach Australien verwendet. Sie war das erste Schiff der White Star Line, das nach der Fusion mit der Cunard Line 1934 zum Verschrotten verkauft wurde. Cunard hielt die Mehrheit der Firmenanteile und entschied sich, die veraltete Vedic außer Dienst zu stellen. Sie wurde noch im selben Jahr von Metal Industries Ltd. in Rosyth (Schottland) verschrottet.